# Joe Mason
Pour les articles homonymes, voir Mason.
Joseph Mason, plus connu sous le nom Joe Mason (né le 13 mai 1991 à Plymouth au Royaume-Uni) est un footballeur irlandais. Il joue au poste d'attaquant.

## Biographie

### En club

#### Plymouth Argyle
À l'issue de la saison 2008-2009, Joe Mason signe un contrat professionnel d'un an dans son club formateur, Plymouth Argyle, après s'être fait remarquer en équipe réserve dont il termine meilleur buteur lors de cette même saison. Mais il doit attendre le 5 décembre 2009 pour jouer son premier match professionnel lors d'une victoire de Sheffield United (0-1) sur le terrain de Plymouth. Lors de cette rencontre, Mason joue les 65 premières minutes du match. Considéré comme un joueur prometteur que l'entraîneur Paul Mariner assure d'un « avenir brillant », il prolonge son contrat à Plymouth jusqu'à l'été 2012. En tout et pour tout, il fait 19 apparitions en Championship (D2) lors de cette première saison.
Mais, à l'issue de la saison, Plymouth est relégué en League One (D3). Mason reste au club. Lors de cette saison en troisième division, il rejette une offre de Swindon Town formulée le jour de la fermeture du mercato d'hiver malgré la position calamiteuse de Plymouth en championnat. Il s'en explique en déclarant : « C'est horrible de voir ce qui se passe parce que j'ai vu les beaux jours [à Plymouth]. Je ne pouvais pas laisser le club dans cette situation. » Finalement, Plymouth est relégué, pour la deuxième saison consécutive. Mason prend alors la décision de quitter le club.

#### Cardiff City
En juillet 2011, le club gallois de Cardiff City, qui évolue en Championship (D2) lui fait une offre. Le 10 juillet, Mason y signe un contrat de 3 ans. Il participe au premier match de la saison en championnat, match qui est aussi son premier sous ses nouvelles couleurs. Utilisé la plupart du temps comme remplaçant, il profite de blessures récurrentes chez les attaquants titulaires de l'équipe (Robert Earnshaw et Kenny Miller) pour augmenter son temps de jeu et faire gagner des points à son équipe. Ainsi, le 30 octobre 2011, il inscrit un but sur le terrain de Leeds United, son troisième à Cardiff, et permet à l'équipe de mener au score jusqu'à la 73e minute et d'obtenir un match nul en fin de partie. Son entraîneur Malcolm Mackay déclare alors qu'« il n'y a pas de hiérarchie parmi les attaquants. Ce sont les meilleurs qui jouent. »
Le 26 février 2012, il prend part à la finale de coupe de la Ligue anglaise de football, qui oppose Cardiff City à Liverpool au stade de Wembley devant près de 90 000 spectateurs, match que remporte Liverpool aux tirs au but. Lors de ce match, Mason ouvre le score à la 19e minute sur une passe de Kenny Miller.
À la fin de la saison, au cours de laquelle il marque plusieurs buts importants pour l'équipe, il signe une prolongation de son contrat et s'engage avec Cardiff jusqu'en 2016. Il termine finalement sa première saison à Cardiff City en ayant été un titulaire régulier et en totalisant 46 matchs joués, pour 12 buts inscrits, ce qui fait alors de lui le deuxième meilleur buteur du club après Peter Whittingham.

#### Wolves
Le 28 janvier 2016, il rejoint Wolverhampton Wanderers.
Le 23 août 2017, il est prêté à Burton Albion.
Le 31 août 2018, il est prêté à Portsmouth.

#### Prêt en MLS
Le 20 janvier 2018, il est prêté pour la saison 2018 aux Rapids du Colorado pour évoluer en MLS.

### MK Dons
Le 4 juin 2019, il rejoint Milton Keynes Dons.

### En sélection nationale
Bien que né à Plymouth, Joe Mason peut jouer pour la sélection irlandaise grâce à sa mère, née en Irlande. Après six sélections et deux buts inscrits en équipe d'Irlande des moins de 19 ans en 2009 et en 2010, il est appelé en équipe de république d'Irlande espoirs de football en juillet 2010.
Au printemps 2012, des stars du football irlandais comme Robbie Keane ou le coéquipier de Mason Stephen McPhail affirment que le joueur est prêt pour la sélection et que le championnat d'Europe de football 2012 est l'occasion idéale pour lui permettre de revêtir pour la première fois la tunique verte.

## Palmarès
- Avec  Cardiff City :
  - Champion de Championship en 2013
  - Finaliste de la Coupe de la Ligue en 2012

## Statistiques détaillées
| Saison                | Club                  | Championnat           | Championnat | Championnat | Coupe(s) nationale(s) | Coupe(s) nationale(s) | Total | Total |
| Saison                | Club                  | Division              | M.          | B.          | M.                    | B.                    | M.    | B.    |
| 2009 - 2010           | Plymouth Argyle       | Championship (D2)     | 19          | 3           | 0                     | 0                     | 19    | 3     |
| 2010 - 2011           | Plymouth Argyle       | League One (D3)       | 34          | 7           | 2                     | 0                     | 36    | 7     |
| Sous-total            | Sous-total            | Sous-total            | 53          | 10          | 2                     | 0                     | 55    | 10    |
| 2011 - 2012           | Cardiff City          | Championship (D2)     | 40          | 9           | 5                     | 3                     | 45    | 12    |
| 2012 - 2013           | Cardiff City          | Championship (D2)     | 23          | 5           | 1                     | 0                     | 24    | 5     |
| Sous-total            | Sous-total            | Sous-total            | 63          | 14          | 6                     | 3                     | 69    | 17    |
| Total sur la carrière | Total sur la carrière | Total sur la carrière | 116         | 24          | 8                     | 3                     | 124   | 27    |